# 名古屋市立港西小学校
名古屋市立港西小学校（なごやしりつ こうせいしょうがっこう）は、名古屋市港区十一屋三丁目にある公立小学校。

## 歴史
前身は西築地小学校の分教場である。1936年（昭和11年）1月15日の大手小学校の独立に伴い、同校分教場となる。港西尋常小学校として独立したのは、1940年（昭和15年）3月29日のことである。
1951年（昭和26年）には稲永分校、1975年（昭和50年）には汐止分校を設置し、のちに分離している。

### 児童数の変遷
『愛知県小中学校誌』（2018年）によると、児童数の変遷は以下の通りである。
| 1947年（昭和22年） | 341人  |  |
| 1957年（昭和32年） | 1596人 |  |
| 1967年（昭和42年） | 2224人 |  |
| 1977年（昭和52年） | 806人  |  |
| 1987年（昭和62年） | 726人  |  |
| 1997年（平成9年）  | 547人  |  |
| 2007年（平成19年） | 410人  |  |
| 2017年（平成29年） | 584人  |  |

## 通学区域
所管する名古屋市教育委員会は、2018年（平成30年）9月1日現在、港区のうち、十一屋一丁目・十一屋二丁目・十一屋三丁目・宝神町字ぬ・宝神町字り・宝神一丁目・宝神二丁目・宝神四丁目・宝神五丁目の全域および稲永五丁目・神宮寺二丁目・宝神町字葭野・宝神三丁目の各一部を通学区域として指定している。
また、卒業後の進学先は名古屋市立宝神中学校となっている。

## 交通アクセス
名古屋市営バス十一屋停留所が最寄りバス停である。

### WEB
1. 1 2  名古屋市教育委員会事務局総務部企画経理課企画統計係 (2018年9月18日). “港区の小・中学校一覧”.   名古屋市. 2018年11月14日閲覧。
2. ↑  名古屋市教育委員会事務局総務部教育環境計画室計画係 (2018年9月1日). “名古屋市立小・中学校の通学区域一覧（港区）” (PDF).   名古屋市. 2018年11月15日閲覧。
3. ↑  名古屋市教育委員会事務局総務部教育環境計画室計画係 (2018年4月1日). “名古屋市立中学校区一覧（小→中）” (PDF).   名古屋市. 2018年11月14日閲覧。

### 書籍
1. 1 2 3  港区制施行五十周年記念事業実行委員会 1987, p. 393.
2. ↑  港区制施行五十周年記念事業実行委員会 1987, p. 392.
3. ↑  六三制教育七十周年記念 愛知県小中学校誌 合同記念誌編集特別委員会 2018, p. 238.